# Doumba
Doumba es una comuna o municipio del círculo de Koulikoro de la región de Kulikoró, en Malí. En abril de 2009 tenía una población censada de 7463 habitantes.
Se encuentra ubicada al oeste del país , muy cerca del río Níger y de la capital nacional, Bamako.